# Gimme Some Lovin'
Singles de The Spencer Davis Group
When I Come Home
(1966) I'm a Man
(1967)
Gimme Some Lovin' est une chanson du groupe britannique The Spencer Davis Group écrite et composée par Steve Winwood, Spencer Davis et Muff Winwood, empruntant le riff de la chanson Ain't That a Lot of Love (en) composée par Homer Banks (en) et Willia Dean Parker. Seul Steve Winwood est crédité comme auteur et compositeur lors de sortie du single en octobre 1966.
La chanson est ensuite incluse dans l'album Gimme Some Lovin' publié uniquement sur le marché américain en 1967. Par ailleurs, le mixage du single sorti aux États-Unis diffère de celui commercialisé en Europe.
Elle obtient un succès international et a fait l'objet de nombreuses reprises.
Elle se caractérise par l'utilisation de l'orgue Hammond B-3 joué par Steve Winwood.

## Distinctions
En 1995, Gimme Some Lovin' est sélectionnée par le Rock and Roll Hall of Fame, comme l'une des « 500 chansons qui ont façonné le rock 'n' roll ». Elle reçoit un Grammy Hall of Fame Award en 1999. Selon le magazine Rolling Stone, elle fait partie des « 500 plus grandes chansons de tous les temps ».

## Reprises
Steve Winwood a repris la chanson avec le groupe Traffic qu'il a fondé après son départ du Spencer Davis Group. Enregistrée en public, cette version d'une durée de 9 minutes apparaît sur l'album live Welcome to the Canteen (en) sorti en 1971. Publié en single, le morceau est réparti sur les deux faces du 45 tours. Il entre dans le Billboard Hot 100 et se classe 68e en novembre 1971.
Le groupe The Blues Brothers la reprend avec succès en 1980. Extraite de la bande originale du film Les Blues Brothers, la chanson a de nouveau les honneurs du Billboard Hot 100, culminant à la 18e place.
De nombreux autres artistes l'ont reprise, comme le groupe Thunder (36e dans les charts britanniques en 1990), Hanson (sur la bande originale du film Jack Frost, 20e en Nouvelle-Zélande), le projet italo disco Fun Fun (37e en Belgique et 71e aux Pays-Bas), Queen (sur l'album Live at Wembley '86), Johnny Hallyday (sur l'album live À La Cigale), Ike and Tina Turner, Great White, Raven, Olivia Newton-John, Sam and Dave. Elle a été adaptée en plusieurs langues dont le français par Georges Aber sous le titre Donne-moi ton amour chanté par Sylvie Vartan en 1966. L'adaptation en néerlandais interprétée par le groupe Janse Bagge Bend sous le titre Sollicitere se classe 8e aux Pays-Bas et 18e en Belgique en 1983,

## Utilisations dans les films
La chanson a été souvent utilisée dans des films, qu'il s'agisse de la version originale ou de reprises : Aigle de fer, Les Blues Brothers, Cops, Coup de foudre à Notting Hill, Good Morning, Vietnam, Hamburger Hill, Jack Frost, Jours de tonnerre , The Big Chill , Rush, Maxxxine, .

## Classements hebdomadaires
| Classement (1966-1967)                  | Meilleure place |
| --------------------------------------- | --------------- |
| Afrique du Sud (Springbok Radio)        | 18              |
| Allemagne (Media Control AG)            | 19              |
| Australie (ARIA)                        | 6               |
| Autriche (Ö3 Austria Top 40)            | 4               |
| Belgique (Flandre Ultratop 50 Singles)  | 20              |
| Belgique (Wallonie Ultratop 50 Singles) | 10              |
| Canada (RPM 100 Singles)                | 1               |
| États-Unis (Billboard Hot 100)          | 7               |
| France (IFOP)                           | 19              |
| Irlande (IRMA)                          | 7               |
| Italie (FIMI)                           | 24              |
| Pays-Bas (Nederlandse Top 40)           | 4               |
| Pays-Bas (Single Top 100)               | 3               |
| Royaume-Uni (UK Singles Chart)          | 2               |

| Classement (1971)              | Meilleure place |
| ------------------------------ | --------------- |
| États-Unis (Billboard Hot 100) | 68              |

| Classement (1980)              | Meilleure place |
| ------------------------------ | --------------- |
| Canada (100 Singles)           | 22              |
| États-Unis (Billboard Hot 100) | 18              |
| Pays-Bas (Nederlandse Top 40)  | 32              |
| Pays-Bas (Single Top 100)      | 20              |

| Classement (1987)                      | Meilleure place |
| -------------------------------------- | --------------- |
| Belgique (Flandre Ultratop 50 Singles) | 37              |
| Pays-Bas (Single Top 100)              | 71              |

| Classement (1990)              | Meilleure place |
| ------------------------------ | --------------- |
| Royaume-Uni (UK Singles Chart) | 36              |

| Classement (1999)       | Meilleure place |
| ----------------------- | --------------- |
| Nouvelle-Zélande (RMNZ) | 20              |